# Kwadrat logiczny
Kwadrat logiczny – diagram przedstawiający relacje (m.in. wynikania, równoważności bądź wykluczania) pomiędzy szczególnymi rodzajami zdań logicznych. Klasyczny (oparty na logice arystotelesowskiej) kwadrat logiczny to graficzne przedstawienie zależności zachodzących między poszczególnymi zdaniami kategorycznymi. Współcześnie kwadratem logicznym nazywa się także diagram obrazujący powiązania pomiędzy różnymi typami implikacji.

## Prawa opozycji

Kwadrat logiczny

Zależności między zdaniami tradycyjnego kwadratu logicznego opisał Arystoteles w dziele O interpretacji, natomiast ich graficzne przedstawienie w postaci diagramu jest o kilka wieków późniejsze. Na gruncie współczesnej logiki formalnej podstawowym zarzutem wobec tradycyjnego kwadratu logicznego jest to, że zastosowanie w nim jako podmiotu (S) nazwy pustej, czyli nie posiadającej desygnatów (np. jednorożec), prowadzi do problemów interpretacyjnych i paradoksów .

### Zdania kategoryczne
W logice tradycyjnej tzw. zdania kategoryczne zbudowane są z podmiotu (S) i predykatu (P). Predykat może podlegać negacji lub nie, a podmiot może występować w postaci ogólnej (wszystkie S) lub szczegółowej (pewne S). Daje to cztery główne typy zdań kategorycznych:
- zdanie ogólno-twierdzące „Każde S jest P” (symbolicznie {\displaystyle \mathrm {S\,a\,P} }), np. „Każdy filozof jest łysy”;
- zdanie ogólno-przeczące „Żadne S nie jest P” {\displaystyle (\mathrm {S\,e\,P} ),} np. „Żaden filozof nie jest łysy”;
- zdanie szczegółowo-twierdzące „Niektóre S są P” {\displaystyle (\mathrm {S\,i\,P} ),} np. „Niektórzy filozofowie są łysi”;
- zdanie szczegółowo-przeczące „Niektóre S nie są P” {\displaystyle (\mathrm {S\,o\,P} ),} np. „Niektórzy filozofowie nie są łysi”.

Symboliczny zapis zdań kategorycznych pochodzi od odpowiednich słów języka łacińskiego: subiectum (podmiot), praedicatum (orzecznik), affirmo (twierdzę), nego (przeczę).

### Zapis graficzny
Na rysunku obok strzałki oznaczają wynikanie, linia kropkowana łączy zdania pozostające w stosunku przeciwieństwa (niewspółprawdziwe), zielona linia przerywana łączy zdania podprzeciwne (niewspółfałszywe), a czerwona linia przerywana zdania sprzeczne.

### Zapis formalny
Te same zależności można przedstawić klasycznymi funktorami prawdziwościowymi stosowanymi w rachunku zdań – przy czym nazywa się je prawami opozycji bądź prawami kwadratu logicznego:
S a P {\displaystyle {\underline {\lor }}} S o P
S e P {\displaystyle {\underline {\lor }}} S i P
S a P {\displaystyle |} S e P
S i P {\displaystyle \vee } S o P
S a P {\displaystyle \to } S i P
S e P {\displaystyle \to } S o P
Dzięki znajomości praw opozycji możemy w niektórych przypadkach na podstawie informacji o wartości logicznej jednego ze zdań, określić wartość logiczną innego zdania.
Np. wiedząc, że zdanie S a P jest prawdziwe, możemy ustalić, iż zdania S e P oraz S o P są fałszywe, a zdanie S i P jest prawdziwe.

## Prawa transpozycji

Kwadrat logiczny

Współcześnie kwadratem logicznym bywa też nazywany inny diagram o tym samym kształcie, obrazujący zależności między różnymi typami twierdzeń (implikacji). W odróżnieniu od tradycyjnego kwadratu logicznego, zdania przyporządkowane przeciwległym wierzchołkom kwadratu są w nim równoważne, a nie sprzeczne.

### Typy implikacji
Dla danej implikacji {\displaystyle p\Rightarrow q} zwanej prostą, wyróżnia się następujące typy zdań:
- {\displaystyle q\Rightarrow p} (implikacja odwrotna),
- {\displaystyle \neg \,q\Rightarrow \neg \,p} (implikacja przeciwstawna)
- {\displaystyle \neg \,p\Rightarrow \neg \,q} (implikacja przeciwna).

Na ogół z prawdziwości implikacji prostej nie wynika prawdziwość implikacji odwrotnej ani przeciwnej; implikacja prosta jest natomiast równoważna implikacji przeciwstawnej.

### Prawo transpozycji
Prawo transpozycji (nazywane także prawem kontrapozycji)  mówi, że implikacja prosta jest równoważna implikacji przeciwstawnej:
{\displaystyle (p\Rightarrow q)\Leftrightarrow (\neg \,q\Rightarrow \neg \,p)}
Na diagramie zobrazowane to jest przez połączenie implikacji prostej {\displaystyle p\Rightarrow q} z implikacją przeciwstawną {\displaystyle \neg \,q\Rightarrow \neg \,p} za pomocą czerwonej przerywanej linii (przekątnej kwadratu).
Również implikacja odwrotna {\displaystyle q\Rightarrow p} i przeciwna {\displaystyle \neg \,p\Rightarrow \neg \,q} są połączone przerywaną czerwoną linią. Poprzez zamianę zmiennych (podstawienie {\displaystyle p} za {\displaystyle q} i odwrotnie) z powyższej tautologii otrzymujemy bezpośrednio zdanie:
{\displaystyle (q\Rightarrow p)\Leftrightarrow (\neg \,p\Rightarrow \neg \,q)}
Zatem implikacje odwrotna i przeciwna także są równoważne.

### Dowodzenie równoważności
Aby udowodnić równoważność {\displaystyle p\Leftrightarrow q,} dowodzi się osobno implikacji {\displaystyle p\Rightarrow q} i implikacji odwrotnej {\displaystyle q\Rightarrow p.} Ponieważ zdania leżące w przeciwległych wierzchołkach kwadratu logicznego są równoważne, wynika z tego, że do dowodu równoważności zdań {\displaystyle p} i {\displaystyle q} wystarczy udowodnić prawdziwość dowolnych dwóch implikacji, umieszczonych wzdłuż tego samego boku kwadratu logicznego.